# Passeig de l'Estació i fanals
El Passeig de l'Estació i fanals és una obra de Cervera (Segarra) protegida com a Bé Cultural d'Interès Local.

## Descripció
El passeig disposat de forma longitudinal, que va construir-se ocupant l'espai situat entre la nova estació de ferrocarril i el camí d'Agramunt. Actualment tot l'espai està enrajolat. L'element més destacable del passeig de l'Estació són els fanals de l'entrada des del carrer Victòria amb el ferro treballat.

## Història
El passeig és conseqüència de l'adveniment del ferrocarril a Cervera, per la qual cosa es construeix vora d'aquesta important infraestructura, just al costat de l'antiga caseta de l'aguller, edifici també vinculat al ferrocarril. El passeig fou pensat per facilitar el pas i l'accés a l'estació des del camí d'Agramunt, ja que la via s'havia construït fora de la població, travessant les vinyes que envoltaven Cervera i al seu pas tallava dos camins, el de les Oluges i el d'Agramunt, per la qual cosa en aquests dos punts caldria posar-hi els corresponents agullers.
El passeig s'enllestí el 1860, quan arribà el ferrocarril i tenia la funció de comunicar espais així com d'àrea d'esbarjo.